# 곰TV MSL 시즌2 서바이버 토너먼트

## 리그기간
- 2007년 4월 7일 ~ 2007년 4월 21일

## 특이사항
- MSL이 기존의 16강 체제에서 32강 체제로 확장 및 변환하면서 중간 관문인 서바이버리그를 폐지하고 서바이버 토너먼트를 신설

## 진출자
- 오프라인 예선전 : 2007년 3월 16일, 3월 29일

| 1조    | 2조    | 3조    | 4조    | 5조    | 6조    | 7조    | 8조    | 9조    | 10조   | 11조   | 12조   |
| ------ | ------ | ------ | ------ | ------ | ------ | ------ | ------ | ------ | ------ | ------ | ------ |
| 변형태 | 이승훈 | 정영철 | 박정욱 | 전상욱 | 박종수 | 서경종 | 박태민 | 김창희 | 김준영 | 염보성 | 이성은 |
| 13조   | 14조   | 15조   | 16조   | 17조   | 18조   | 19조   | 20조   | 21조   | 22조   | 23조   | 24조   |
| 최연성 | 김윤환 | 장용석 | 안상원 | 김동주 | 박성훈 | 박찬수 | 김남기 | 김성진 | 송병구 | 임요환 | 박세정 |

## 서바이버 토너먼트
| 조  | 1경기  | 1경기  | 2경기  | 2경기  | 승자전 | 승자전 | 패자전 | 패자전 | 최종전 | 최종전 |
| A조 | 박지호 | 김성진 | 최연성 | 김남기 | 박지호 | 김남기 | 김성진 | 최연성 | 박지호 | 최연성 |
| B조 | 이제동 | 박정욱 | 염보성 | 박찬수 | 박정욱 | 박찬수 | 염보성 | 이제동 | 박찬수 | 염보성 |
| C조 | 심소명 | 김창희 | 김준영 | 박성훈 | 김창희 | 박성훈 | 심소명 | 김준영 | 박성훈 | 김준영 |
| D조 | 서지훈 | 서경종 | 이성은 | 박종수 | 서경종 | 이성은 | 서지훈 | 박종수 | 서경종 | 서지훈 |
| E조 | 신희승 | 박세정 | 박태민 | 안상원 | 신희승 | 안상원 | 박태민 | 박세정 | 신희승 | 박태민 |
| F조 | 김성기 | 이승훈 | 전상욱 | 정영철 | 이승훈 | 전상욱 | 김성기 | 정영철 | 전상욱 | 정영철 |
| G조 | 임동혁 | 김동주 | 변형태 | 송병구 | 임동혁 | 송병구 | 김동주 | 변형태 | 임동혁 | 변형태 |
| H조 | 김민구 | 장용석 | 김윤환 | 임요환 | 장용석 | 임요환 | 김민구 | 김윤환 | 임요환 | 김민구 |

## MSL 진출자 목록
- 테란 : 최연성, 박정욱, 염보성, 김창희, 이성은, 서지훈, 안상원, 전상욱, 장용석, 임요환
- 저그 : 김남기, 박태민, 임동혁
- 프로토스 : 박성훈, 이승훈, 송병구